# Fashion House
Fashion House este un centru comercial de tip outlet amplasat în București, intrarea pe A1, în cadrul West Park Militari. Centrul comercial găzduiște 60 de magazine precum: Puma, US Polo, Champion, Stefanel, Factory Oulet, Mango, Kenvelo, Adidas, Tom Tailor, Benvenuti, Il Passo, Ecco, Under Armour, Diesel, Lee Cooper, Guess, Napoleoni, Ted’s Coffee, Lacoste & Gant, Desigual, Triumph, Levi’s, Motor Jeans, Jolidon, TinaR, BSB sau Nike.
Centrul, care are ca temă arhitecturală Bucureștiul Vechi, a fost deschis la data de 5 decembrie 2008 și are o suprafață închiriabilă de 15.000 de metri pătrați având o parcare de 2150 locuri.  
A fost dezvoltat de compania Liebrecht & wooD, o companie europeană de dezvoltare imobiliară înființată în 1991, care activează pe cele mai mari piețe din regiunea Europei Centrale și de Est, investiția realizată de Liebrecht & wooD în acest proiect ridicându-se la circa 65 milioane de euro. Compania a mai realizat parcul de afaceri Victoria Park din Băneasa și a început dezvoltarea proiectului Militari Shopping Center, ambele vândute ulterior către Immoeast, respectiv Atrium Real Estate.
Parcul de retail West Park de la intrarea pe autostrada București-Pitești mai cuprinde și câte o unitate a retailerilor Hornbach (bricolaj), Kika (mobilier) și Proges (amenajări interioare).